# CS Informatica Timișoara
Clubul Sportiv Informatica Timișoara (CS Informatica Timișoara) este o echipă de futsal din prima ligă a României. CS Informatica a fost reactivată vara anului 2015, după ce în urmă cu mai bine de 10 ani, echipa a fost retrasă din toate competițiile din cauza problemelor financiare. La finalul sezonului în care echipa s-a retras, aceasta a încheiat campionatul puțin sub mijlocul clasamentului. Noua echipă a Informaticii este total diferită de vechea echipă. Noua CS Informatica Timișoara are ca obiectiv câștigarea titlului, a cupei și a supercupei și participarea în Liga Campionilor la futsal UEFA. 
Informatica Timișoara are în componența lotului patru jucători ce evoluează la naționala României, doi jucători ce evoluează la naționala Serbiei, un jucător ce evoluează la naționala Bosniei-Herțegovina, doi jucatori ce evoluează la naționala României de minifotbal, un brazilian, un fost component al naționalei Serbiei, fostul portar al FC Poli Timișoara și cel mai tânăr jucător din campionatul românesc. 
La sfârșitul sezonului 2015-2016, echipa s-a clasat pe locul al doilea în Liga I la futsal.. A reușit să câștige titlul apoi în sezonul 2017-18.

## Palmares
- Campionatul României: 1

2017-18
- Cupa României: 2

2016-17, 2017-18
- Supercupa României: 2

2017, 2018